# تربة

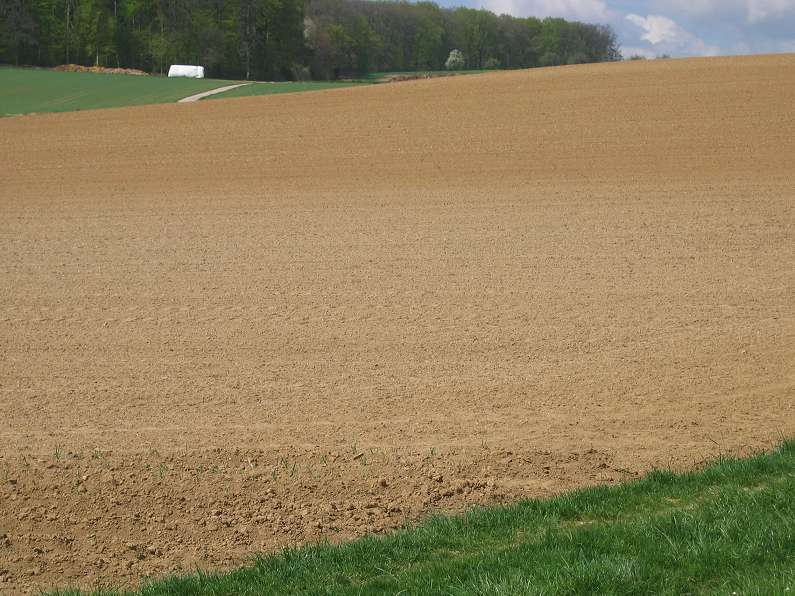
تنتشر في ألمانيا تربة اللوس التي تغطيها الرواسب الطفالية.

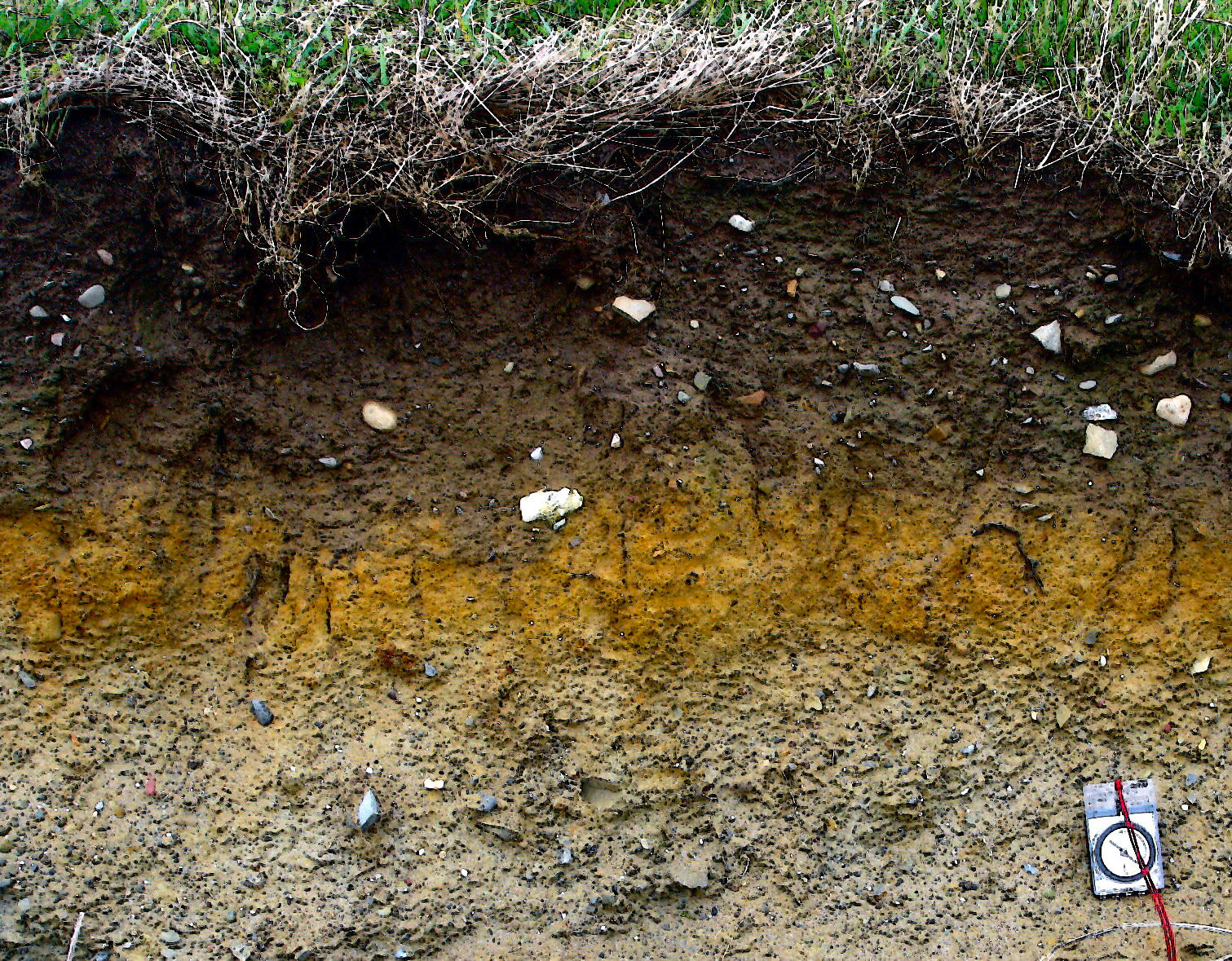
تُغطي أيرلندا الشمالية التربة التي تحتوي على نسبة عالية من الرطوبة نتيجة لاختزال الماء بداخلها مما أدى إلى تشبع سطحها بالماء وضحالة طبقاتها تحت السطحية، وتكونت هذه التربة بفعل الرواسب الجليدية.

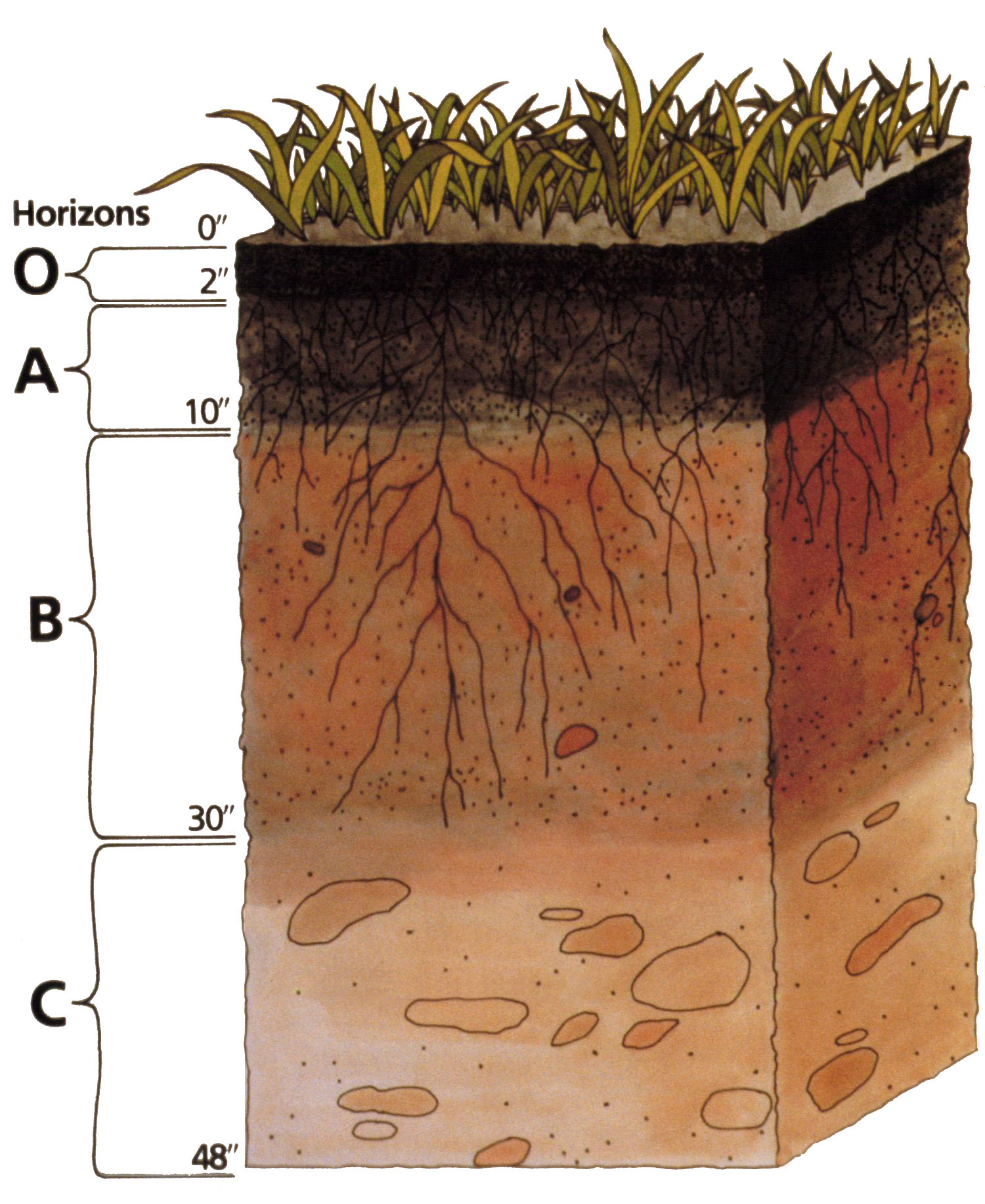
يتشابه لون طبقات التربة في بعض المناطق بحيث تكون طبقات التربة العلوية داكنة اللون، أما طبقات التربة التي تلي الطبقة السطحية فيكون لونها مائل للاحمرار.

التربة هي الطبقة السطحية الهشة أو المفتتة التي تغطي سطح الأرض. تتكون التربة من مواد صخرية مفتتة خضعت من قبل للتغيير بسبب تعرضها للعوامل البيئية والبيولوجية والكيمائية، ومن بينها عوامل التجوية وعوامل التعرية. ومن الجدير بالذكر أن التربة تختلف عن مكوناتها الصخرية الأساسية والتي يرجع السبب في تغييرها لعمليات التفاعل التي تحدث بين الأغلفة الأربعة لسطح الأرض؛ وهي الغلاف الصخري والغلاف المائي والغلاف الجوي والغلاف الحيوي. ونستنتج من ذلك أن التربة تعد مزيجًا من المكونات العضوية والمعدنية التي تتألف منها التربة في حالاتها السائلة (الماء) والغازية (الهواء). ذلك، حيث تحتفظ المواد التي تتألف منها التربة بين حبيباتها المتفككة بفجوات مسامية (أو ما يُعرف بمسام التربة) وهي بذلك تُشكل هيكل التربة الذي تملؤه هذه المسام. وتتضمن هذه المسام المحلول المائي (السائل) والهواء (الغاز). ووفقًا لذلك، فإنه ينبغي أن يتم التعامل غالبًا مع أنواع التربة على اعتبار أنها نظام يتألف من ثلاثة أطوار. وتتراوح كثافة معظم أنواع التربة بين 1 و2 جرام/سنتيمتر مكعب. كما تُعرف التربة أيضًا باسم الأرض ؛ وهي المادة التي اشتق منها كوكب الأرض الذي نحيا عليه اسمه. يرجع تاريخ بعض المواد التي تتكون منها التربة في كوكب الأرض إلى ما قبل الحقبة الجيولوجية الثالثة ولكن معظم هذه المواد لا يرجع تاريخها إلى ما قبل العصر البليستوسيني (وهو أحد العصور الجليدية وأكثرها حداثة). 

## العوامل المؤثرة في تشكيلها
يتمثل تشكيل التربة نطاقات قطاع التربة وتطورها. وتتضمن هذه العوامل عمليات حت المواد المكونة للتربة وحملها لنقلها إلى مكان آخر ثم إرسابها في هذا المكان. إن المعادن التي أُخذت من تفتت الصخور التي تعرضت لعوامل التعرية قد تخضع لتغيرات ينتج عنها تكوين معادن ثانوية والعديد من المركبات الأخرى التي تتفاوت في درجة ذوبانها في الماء، وهذه المكونات قد تنتقل من منطقة ما على سطح الأرض إلى منطقة أخرى بفعل الماء أو أي نشاط آخر يقوم به الكائن الحي. وبالتالي، أدت حركة هذه المواد داخل التربة والتغيرات التي تعرضت لها إلى تكوين طبقات التربة المختلفة. لذا فإنه ينتج عن عوامل التعرية التي تتعرض لها الطبقة الصخرية ترسب المادة الأم التي تتكون منها أنواع التربة. ومن بين الأمثلة الدالة على تطور التربة التي تكونت من الصخور العارية نذكر تدفق الحمم البركانية (أو اللابة lava) التي أدت في الآونة الأخيرة إلى تكون كتل سائلة خرجت من البراكين في المناطق الحارة وذلك بعد تعرضها لسقوط أمطار غزيرة عليها بشكل متكرر. في مثل هذه الأجواء، تنمو النباتات سريعًا على الطبقة البازلتية التي تكونت بفعل الحمم البركانية، وذلك على الرغم من افتقارها إلى المواد العضوية المفيدة لنمو النباتات. ولكن هذه النباتات تعتمد على في نموها على المسام التي توجد في الصخور حيث أنها تحتوي على نسب كبيرة من الماء الذي تتغذى عليه هذه النباتات، والذي يمكن أن ينقل معه السماد الذي تكوَّن بفعل الطيور وبقايا الحيوانات التي تحللت بمرور الزمن على سبيل المثال. وبعد ذلك وفي مراحل النمو المختلفة، تعمل جذور النباتات وحدها أو بمساعدة الفطريات الجذرية على تخلل مسام طبقة الحمم البركانية بشكل تدريجي، وفي غضون فترة زمنية قصيرة تتكون المواد العضوية اللازمة لنمو هذه النباتات. مع ذلك، وحتى قبل أن تتم هذه العملية، فإنه يمكن اعتبار الحمم البركانية التي تتخللها المسام بكثرة والتي تنمو بها النباتات أحد أنواع التربة. هذا، ويتأثر مدى استمرار دورة حياة التربة على الأقل بخمسة عوامل رئيسية ساهمت في تكوين التربة، وبالتالي تشترك جميعها في تحديد الطريقة التي سيتم من خلالها تطوير التربة. وتتلخص هذه العوامل في المادة الأم المكونة للتربة والمناخ السائد وطوبوغرافية المنطقة (طبيعة التضاريس فيها) والعوامل الحيوية ومرور الزمن.
التي تتكون منها التربة بالمادة الأم. وتشمل هذه المادة الطبقة الصخرية الأولية التي تعرضت لعوامل التعرية والمواد الثانوية التي تحركت بفعل عامل ما من مناطق لأخرى ومن أمثلة ذلك الفتات الصخري والرواسب النهرية (الطمي) المتراكمة في أسفل المنحدرات، وهذه الرواسب الموجودة بالفعل قد تكون إما ممزوجة بغيرها أو متغيرة الخصائص بطريقة أو بأخرى. وتشتمل المادة الأم أيضًا على المكونات القديمة للتربة والمواد العضوية، بما فيها كل التربة التي تتكون من تراكم بقايا وأنسجة النباتات نصف المتفحمة وغير تامة التحلل (أنواع الفحم الذي تكون بفعل تحلل النباتات أو الحيوانات المندثرة تحت سطح الأرض) وكذلك المواد العضوية التي تكونت بالطريقة نفسها (لتشكل التربة العضوية أو ما يُعرف بطبقة الدبال)، وكذلك بعض المواد الناتجة عن العمليات والأنشطة البشرية مثل المواد الموجودة في أماكن طمر النفايات أو مخلفات الاحتراق. وهناك أنواع محدودة من التربة التي تتكون مباشرة نتيجةً لتفتت الصخور الأصلية الموجودة في الطبقات السفلية للتربة. وغالبًا ما يُطلق على أنواع التربة هذه «التربة المتبقية» وهي التي تتمتع بنفس خصائص المواد الكيميائية التي تتكون منها صخورها الأصلية. وتنشأ معظم أنواع التربة من المواد التي يتم نقلها بفعل العوامل البيئية، مثل الرياح والماء والجاذبية الأرضية، من مكان لآخر. وقد تنتقل بعض هذه المواد لمسافات طويلة تصل لأميال عديدة أو مسافات قصيرة لا تتعدى عدة أقدام قليلة. وتُعرف المادة التي تكونت بواسطة الرياح بالتربة الرسوبية التي تكونت بفعل الرياح (أو ما تعرف بتربة اللوس الطفالي (بالإنجليزية: Loess))، وهذا النوع هو السائد في منطقة الغرب الأوسط في أمريكا الشمالية وفي وسط آسيا وبعض المناطق الأخرى. ويعد الطَفل الجليدي مكونًا أساسيًا في العديد من أنواع التربة التي توجد عند دوائر العرض في شمال الكرة الأرضية وجنوبها وكذلك أنواع التربة التي تكونت بالقرب من سلاسل الجبال الممتدة، كما أنه ينتج عن تحرك طبقات الجليد على سطح الأرض. ذلك، حيث يمكن للجليد أن يفتت الصخور والأحجار الضخمة إلى حبيبات صغيرة ذات أحجام مختلفة. وعندما يذوب هذا الجليد ويتحول إلى ماء، يعمل هذا الماء على نقل هذه المواد وتحريك الرواسب لمسافات بعيدة. وقد تحتوي الطبقات السفلية من قطاع التربة على تلك المواد والرواسب التي ظلت كما هي دون أن يطرأ عليها إلى حد ما أي تغيير منذ أن ترسبت بفعل الماء أو الجليد أو الرياح في أماكنها الحالية.
علاوة على ذلك، يعدّ عامل المناخ المرحلة الأولى في تحول المادة الأم لتكوين التربة بصورتها الحالية. أما بالبنسبة لأنواع التربة التي تتشكل من الصخور الأصلية، قد تتكون طبقة سميكة من المادة التي تعرضت لعوامل التعرية والتي يطلق عليها طبقة السبروليت saprolite. وتتكون هذه الطبقة بفعل عوامل التعرية التي تتعرض لها، ومن بينها عملية التحلل بالماء (وهي عملية استبدال كاتيونات المعادن بأيونات الهيدروجين) وعملية التمخلب chelation التي تشتمل على مركب حلقي يحتوي على ذرة فلز واحدة من المركبات العضوية وعملية الإماهة (وهي عملية امتصاص المعادن للماء) ثم انحلال المعادن بالماء وبعض العمليات الفيزيائية مثل التجميد والإذابة والترطيب والتجفيف. وهناك عوامل عديدة تشترك جميعها في تحويل المادة الأولية للطبقة الصخرية إلى مواد مختلفة تتكون منها التربة، ومن هذه العوامل المركبات الكيميائية والمعدنية لهذه الطبقة الصخرية بجانب بعض الخصائص الفيزيائية، بما فيها حجم حبيبات التربة ودرجة تماسك جزيئاتها، بالإضافة إلى نوع عوامل التجوية وتحديد مدى تأثيرها على التربة.

### المناخ
يعتمد تكوٌّن التربة بدرجة كبيرة على الظروف المناخية المحيطة بها، ويتضح ذلك من خلال اختلاف خصائص أنواع التربة باختلاف المناطق المناخية الموجودة بها. ومن أهم هذه الظواهر المناخية التي تؤثر على عملية غسل التربة وعوامل التجوية درجة الحرارة ونسبة الرطوبة. تَحريك الرياح للكثبان الرملية وغيرها من الجسيمات الأخرى، خاصة في المناطق الجافة الجدباء حيث تقل فيها المسطحات الخضراء. هذا، وتؤثر نوعية الترسبات وحجمها على تكون التربة من خلال التأثير على حركة أيونات وجزيئات التربة مما يساعد في تكوين طبقات وقطاعات تربة مختلفة. بالإضافة إلى ذلك، تؤثر التقلبات الموسمية واليومية التي تطرأ على درجة الحرارة على مدى فاعلية الماء في التأثير على المادة الأم للطبقة الصخرية الأصلية من حيث التعرية وكذلك على حركة جزيئات التربة، كما تعد عمليتا التجميد والإذابة آلية فعالة لتفكيك وتفتيت الصخور والمواد الصلبة الأخرى الموجودة في التربة. علاوة على ذلك، تؤثر كل من درجة الحرارة ونسب الترسبات على النشاط الحيوي ومعدلات التفاعلات الكيميائية ونوعية الغطاء النباتي لأية منطقة.

### طبيعة التضاريس
تؤثر مظاهر سطح الأرض من حيث الانحدار والارتفاع والانخفاض على نسبة الرطوبة ودرجة حرارة التربة ومدى تأثر المادة الأم للتربة بعوامل التعرية. ولمزيد من التوضيح، تكون المنحدرات الشديدة والمواجهة للشمس أكثر دفئًا من غيرها، كما أن الأسطح شديدة الانحدار قد تتعرض لعوامل النحت والتعرية بشكل أسرع من أنواع التربة أو المادة التي تكونت بفعل الرواسب، الأمر الذي يؤدي إلى حت سطح التربة. ومع ذلك، فإن المناطق المنخفضة تكون مهيأة لاستقبال الترسبات التي ينقلها الماء من مناطق مرتفعة إلى مناطق شديدة الانحدار، مما يؤدي إلى تكوين تربة عميقة وداكنة اللون. وتؤثر كذلك تضاريس المنطقة على معدلات الترسيب فيها؛ حيث تختلف طبيعة الرواسب الموجودة على ضفاف الأنهار والسهول التي تكونت بفعل الفيضانات والدلتا بناء على معدل تدفق الماء ومدة ذلك، كما تؤثر أيضًا على قدرة الماء الجاري بسرعة كبيرة على تحريك المواد الكبيرة والصغيرة على حد سواء، بينما يختلف الأمر بالنسبة للماء الجاري ببطء حيث يستطيع تحريك المواد الصغيرة فقط. هذا، ويعمل جريان الماء في الأنهار ونشاط الرياح مع وجود تيارات ماء قوية إلى حد ما على ترسيب الفتات والحبيبات والصخور والرمال ونقل الأجسام صغيرة الحجم التي تترسب عندما تقل سرعة التيارات المائية. ولا تحرك المسطحات المائية غير العميقة، مثل البحيرات والبرك والبحار ذات المياه الضحلة، المواد صغيرة الحجم وهشة القوام والتي بدورها تمثل الرواسب الصغيرة مثل الطين الطمي.

### العوامل البيولوجية
يؤثر كل من النباتات والحيوانات والفطريات والبكتريا وكذلك الإنسان على تكوين التربة. حيث تخلخل الحيوانات والكائنات الحية الدقيقة التربة مما يؤدي إلى وجود فجوات ومسام بين جزيئات التربة تسمح بتغلغل الرطوبة وتسرب الغازات إلى الطبقات السفلية من التربة. وبالطريقة نفسها، تفتح جذور النباتات العديد من الأنفاق داخل التربة خاصة النباتات ذات الجذور الوتدية الكبيرة التي تمتد إلى أعماق كبيرة قد تصل إلى عدة أمتار مخترقة طبقات التربة المختلفة لامتصاص العناصر والمركبات الغذائية من أعماق التربة. أما بالنسبة للنباتات ذات الجذور الليفية السطحية التي لا تتعمق كثيرًا في التربة، فجذورها سهلة التعفن والتحلل مما يضيف إلى القيمة العضوية للتربة. وبالنسبة للكائنات الحية الدقيقة مثل الفطريات والبكتريا، فإنها تلعب دورًا مهمًا في عمليات تحويل المركبات الكيميائية من صورة معقدة غير قابلة للامتصاص إلى صورة بسيطة سهلة وسريعة الامتصاص من الجذور في التربة، كما أنها تقوم بتموين التربة بالعناصر الغذائية اللازمة لنمو النباتات. وكذلك الإنسان يمكن أن يؤثر على تكوين التربة من خلال إزالة المسطحات الخضراء؛ الأمر الذي يؤدي إلى زيادة عملية تآكل وتعرية التربة. كما يعمل على تقليب طبقات التربة المختلفة، الأمر الذي يساعد في إعادة بدء عملية تكوين التربة من جديد حيث تختلط الطبقات الأقل عرضة لعوامل التعرية بالطبقات العليا الأكثر تطورًا.
من جانب آخر، يؤثر الغطاء النباتي على أنواع التربة بطرق عديدة؛ حيث يمكنه منع عملية تآكل التربة أو انجراف جزيئاتها بفعل سقوط الأمطار على سطح الأرض. كما أنه يحمي التربة من أشعة الشمس المباشرة ويحفظ درجة حرارتها باردة ويقلل من فقدها لنسبة الرطوبة. علاوة على ذلك، يمكن أن تتسبب النباتات في تجفيف التربة من خلال عملية النتح التي تتم في ثغور الأوراق. كما تستطيع النباتات تكوين مواد كيميائية جديدة تعمل على تفتيت جزيئات التربة أو تكوينها. هكذا يعتمد نمو النباتات على المناخ وتضاريس سطح الأرض والعوامل البيولوجية. تؤثر بشكل كبير العوامل المرتبطة بالتربة، مثل كثافة وسُمك التربة وعمقها وتركيبها الكيميائي ودرجة الحموضة بها ودرجة حرارتها والرطوبة بها، على نوع النباتات التي يمكن أن تنمو في أية تربة. ذلك، حيث تسقط النباتات الميتة والأوراق والسيقان الذابلة على سطح التربة ثم تتعفن وتتحلل. وفي هذه الحالة، يأتي دور بعض الكائنات الحية الدقيقة الموجودة في التربة والتي تتغذى على هذه النباتات ثم تخلط المواد العضوية مع الطبقات العليا للتربة، حتى تصبح هذه المركبات العضوية جزءًا من عملية تكوين التربة، وأخيرًا تساعد في تحديد نوع التربة نفسها.

### عامل الزمن
ومن بين العوامل المذكورة سابقًا يعدّ الزمن أحد العوامل المؤثرة في تكوين التربة وتطورها. بمرور الوقت، تتطور خصائص التربة اعتمادًا على العوامل الأخرى الخاصة بتكوُّن التربة، وتعدّ عملية تكوُّن التربة عملية خاضعة لعامل الزمن وتتوقف على كيفية تفاعل العوامل الأخرى مع بعضها البعض. فالتربة دائمة التغير والتطور. على سبيل المثال، لن تساهم المواد التي ترسبت حديثًا نتيجةً لأحد الفيضانات في تطور التربة؛ لأنه لم تمضِ فترة زمنية كافية تسمح للتربة بممارسة أنشطتها. ولكن بمرور الوقت ستتراكم مواد كثيرة على سطح التربة ثم تندثر بعد ذلك لتبدأ من جديد عملية تكوُّن التربة حينها. وتشير الفترات الزمنية الطويلة التي تتغير في أثنائها التربة وما يعقبها من آثار عديدة إلى أنه نادرًا ما يكون هناك أنواع من التربة بسيطة، وبالتالي يؤدي إلى تكون طبقات من التربة. وفي الوقت الذي يبدو فيه أن التربة بدأت في تحقيق استقرار نسبي في العديد من الخصائص التي تتميز بها والتي تمتد لفترات طويلة، تنتهي دورة حياتها في ظروف تجعلها عرضة للتآكل بفعل عوامل التعرية. ولكن على الرغم من حتمية تآكل التربة وانجرافها، فإن دورات حياة معظم أنواع التربة طويلة ومثمرة.
هذا، وتظل العوامل التي تساعد في تشكيل التربة طول فترة وجودها تؤثر في أنواع التربة، حتى لو كانت هذه التربة «مستقرة» منذ زمن بعيد قد يرجع إلى ملايين السنين. وهكذا سوف تتراكم وتترسب بعض الأجسام والمواد على سطح التربة وبعضها سوف تحمله الرياح أو الماء معها إلى مناطق أخرى. ومن خلال تعرض أنواع التربة لعوامل التعرية من عمليات الترسيب والنحت والنقل والتغيير، فإنها بذلك ستخضع دائمًا لظروف جديدة ومتغيرة باستمرار. سواء كانت هذه التغيرات سريعة أم بطيئة، فإنها تعتمد على طبيعة المناخ والبيئة ونشاط البول.

## الخصائص المورفولوجية للتربة
الخواص المورفولوجية (الظاهرية) هي تلك الخواص التي يمكن التعرف عليها في الحقل باستعمال الحواس مثل النظر واللمس والشم، وفي حالات خاصة الذوق، كما يمكن الاستعانة لمعرفة الخواص في الحقل باستعمال أجهزة بسيطة مثل عدسة الجيب والمغناطيس ودليل الألوان وحامض الهيدروكلوريك المخفف ودفتر الملاحظات وشريط القياس والبوصلة، وغيرها من الأدوات والأجهزة التي يمكن أن تستعمل في العمل الميداني

### حد الأفق
هي الجزء السفلي لأي أفق من أفاق القطاع والذي بعده تبدأ الصفات المورفولوجية في التغير والاختلاف وتوصف تلك الحدود بالمراحل التميزية التالية:
- مدي الوضوح أو الجلاء:

1. فجائي، عندما يكون سمك المنطقة الانتقال بين الأفقين أقل من 2.5 سم
2. واضح، عندما يكون سمك المنطقة الانتقال بين الأفقين بين 2.5 - 7.5 سم
3. تدريجي، عندما يكون سمك المنطقة الانتقال بين الأفقين بين 7.5 - 12.5 سم
4. منتشر، عندما يكون سمك المنطقة الانتقال بين الأفقين أكثر من 12.5 سم

- طبغرافية الحدود:

1. الأملس، عندما تكون طبوغرافية الحدود موازية تقريباً لسطح الأرض
2. المتموج، إذا كانت جيوب الحدود أعرض من عمقها
3. غير متناسق أو غير منتظم، إذا كانت جيوب الحدود غير المنتظمة أعمق من عرضها
4. متقطع، إذا كان جزء من الأفق غير متصل مع بقية أجزاء الأفق الأخرى

### اللون
يعدّ اللون من أهم الصفات المميزة، وهو أول خاصية تسترعي انتباه العاملين في مجالات الدراسات الحقلية للتربة، حيث تتصف كل تربة بلون مميز؛ فقد تكون آفاق قطاع التربة جميعها متساوية في اللون، أو هناك فروق واضحة في ألوان آفاقة المختلفة، وقد يكون أفق من آفاق القطاع أو أكثر متبقعاً، ومن المعلوم أن عوامل وعمليات التكوين المختلفة للتربة تتحكم في لون آفاقها المختلفة، ويعزي هذا إلى تأثيرها على نوع وكمية مكونات آفاق التربة العضوية والمعدنية
إن التربة القاتمة اللون تحتوي عادة في تركيبها المعدني على عنصر المنجنيز أو تكون غنية بالمادة العضوية، والتربة الحمراء أو المحمرة تحتوي على نسبة عالية من معادن أكاسيد الحديد غير متأدرت، وقد يتحول اللون الأحمر في هذة الأنواع من الترب إلى اللون الأصفر أو الأخضر أو الأزرق وذلك بزيادة أكاسيد الحديد الموجود بها، قد يكون تغير الألوان الناتجة عن أكسدة وتأدرت مركبات الحديد على طول القطاع، أو في بعض أفاقه، أو على هيئة بقع في أفق أو أكثر، وتنتج الألوان الفاتحة أو البيضاء في التربة بصفة عامة عن وجود معادن مختلفة منها: كربونات الكالسيوم وكبريتاته، وأكاسيد السيلكا، ومعادن الفلدسبار وغيرها
وبسبب اختلاف الأشخاص في التعبير عن اللون، لجأ العلماء إلى إيجاد عدة دلائل وطرق قياسية لإستعمالها في تحديد الألوان لألوان التربة ومن تلك الدلائل التي تستعمل لهذا الغرض: دليل منسل لألوان التربة "Standard Munsull Soil Color Charts" والذي يعدّ الأكثر إستعمالاً وشيوعاً في العالم، وفي هذة الطريقة يعبر عن كل لون بثلاثة متغيرات، وهذة المتغيرات تعطي بارتباطها جميع الألوان التي يصل مجموعها إلى 175 لوناً، وتلك المتغيرات هي:
1. تدرج اللون، ويدل على ألوان الطيف الرئيسية حيث تعدّ مقياساً لطول الموجة الضوئية السائدة.
2. درجة التألق أو اللمعان، وتعني درجة الوضوح النسبية للألوان.
3. درجة النقاوة الضوئية السائدة، وتعني نقاوة اللون السائد أو الانحراف عن الألوان البيضاء والرمادية، وهي مقياس لمدي سيادة الموجة الضوئية الواحدة.

### القوام
بصفة عامة يدل على نسبة تواجد الأحجام المختلفة للحبيبات الفردية المكونة للتربة، ولما كانت التربة عادة من حبيبات ذات أحجام متباينة تباين واسع النطاق فإن التربة تختلف في قوامها وعليه يمكن تقسيمها إلى رتب مختلفة حسب قوامها، وتستعمل أسماء مختلفة لقوام الترب مثل الرملية، الرملية الطينية، السلتية الطمية، الطينية، السلتية الطينية، الطينية الطمية، الرملية الطينية الطمية، وغيرها حسب النسب المئوية لمكوناتها من الرمل والسلت والطين.
وتوجد عدة طرق مختبرية لتحديد قوام التربة اعتماداً على نتائج التحليل الميكانيكي للتربة، وأيضاً يمكن تحليل قوام التربة حقلياً وطريقتها المتبعة هي طريقة اللمس التي تتم فرك التربة في حالتها الرطبة بين الإبهام والأصابع الأخرى، وتتلخص طريقتها بأخد جزء قليل من التربة في راحة اليد ويضاف إليها قليل من الماء، وتفرك جيداً، ومن تم تجري محاولة لتكوين خيط غليظ منها، فإذا تكون الخيط ولم ينكسر، وبدون أن تتكون شقوق على جانبه، ففي هذة الحالة فإن التربة تحتوي على 40% وأكثر من حبيبات الطين، وعليه يمكن اعتبارها أما طينية، طينية سلتية، أو طينية رملية,
أما إذا تكون الخيط، وانكسر بعد فترة، وظهرت التشققات على حوانبه، ففي تلك الحالة فإن التربة محتوية على 27-30% طين، ويكون قوام التربة أما طينياً طميياً، طينياً طميياً سلتياً، أو طينياً طمياً رملياً.
أما في حالة عدم التمكن من تكوين خيط من عجينة التربة فتكون التربة محتوية على أقل من 27% طين وأن قوامها يعدّ طميياً، طميياً رملياً، أو طميياً سلتياً، وبهذة الطريقة تحدد قوام التربة على إنها طينية، طينية طمية، أو طمية.
وللتفريق بين القوام الطيني، الطيني الرملي، أو الطيني السلتي في الحالة الأولى، أو القوام الطيني الطميي، الطيني الطميي الرملي أو الطيني الطميي السلتي في الحالة الثانية، أو القوام الطميي، الطميي الرملي، أو الطميي السلتي في الحالة الثالثة، توخد نفس العينة المبتلة وتفرك جيداً بين الأصابع، فإذا كان ملمسها خشناً وتحدث صوتاً خفيفاً فهي رملية، وإذا كان ملمسها يشابه ملمس الصابون، وناعمة، فهي سلتية.

### بناء التربة
يطلق اصطلاح بناء التربة على ترتيب الحبيبات المنفردة أو المجمعة للتربة، ونظام تجاورها، حيث تعدّ مهمة عند دراسات التربة حيث هي محصلة لخواص التربة الطبيعية والكيماوية والحيوية، وله علاقة وثيقة بالإنتاج الزراعي، وتتوقف قدرة التربة لتكوين بنائها على عوامل متعددة أهمها: كمية الطين ونوعه، المواد العضوية والمعدنية والأملاح الذائبة، وكذلك الكاتيونات المتبادلة في معادن الطين، كما أن لبناء التربة أثر هام على مسامية التربة وبالتالي يؤثر على التهوية والعلاقات المائية ودرجة التماسك والمقاومة، هذا وقد تكون التربة عديمة البناء، أي إما أن تكون ذات حبيبات منفردة كالرمل والحصى، أو تكون ذات شكل مصمت (ممتلئ) حيث لا توجد مستويات انفصال بين الأجزاء المختلفة، وينتشر هذا النوع من الترب العديمة البناء في المناطق الجافة والصحراوية، والرملية منها بوجه خاص.
ويجب أن تؤخد في الاعتبار المميزات الثلاثة المعروفة لبناء التربة وهي: درجة البناء، ونوع البناء، ورتبة البناء عند وصف التربة ذات البناء الواضح:
- درجة البناء: إن طريقة وصف درجة البناء تتلخص في الأتي:

1. ضعيفة البناء، عندما تكون المجمعات المتكونة غير تامة التكوين وتنفرك بسهولة عند المعاملة أو النقل.
2. متوسطة البناء، عندما تكون المجمعات المتكونة تامة التكوين والوضوح وتتحمل المعاملة والنقل.
3. قوية البناء، عندما تكون مجمعات التربة المتكونة واضحة جداً في مكانها الطبيعي وتتحمل المعاملة والنقل وتكون قوية لا تنكسر بسهولة.

- أنواع البناء: توجد ستة أنواع رئيسية للبناء، حيث تتخد أشكالاً وأحجاماً عديدة وهي كالآتي:

1. البناء المحبب، وهو عبارة عن مجمعات لحبيبات التربة تميل إلى الاستدارة، وأقطارها لا تزيد عن 5 مم، ويوجد هذا النوع من البناء غالباً في أفق أ1 من الترب المختلفة.
2. البناء المفتت، يكون عبارة عن مجاميع مسامية غير منتظمة الشكل، ولا تزيد أقطارها عن 5 مم، وتوجد في آفاق أ1 من التربة.
3. البناء الصفائحي، وفيه تترتب الحبيبات في صورة صفائح رقيقة تكون أفقية مع سطح التربة، وهذا النوع شائع في الأراضي القلوية.
4. البناء الكتلي، تترتب فيه الحبيبات على شكل كتل مختلفة الأحجام غير منتظمة الشكل، وينقسم إلي قسمين هما، بناء كتلي ذو زوايا، وبناء كتلي غير محدد الزوايا، ويوجد هذا النوعان من البناء في آفاق ب وخاصة تلك التي تحتوي على كمية عالية نسبياً من الطين.
5. البناء العمودي، وتترتب في هذا النوع من البناء حبيبات التربة أو المجمعات في صورة أعمدة رأسية ينفصل بعضها عن البعض الآخر بتشققات عمودية، ويوجد هذا النوع في آفاق ب2 الغنية بالطين، وخاصة التي توجد بها الصوديوم بكميات كبيرة.
6. البناء المنشوري، تترتب الحبيبات في هذا النوع من البناء على شكل منشور هرمي، ويوجد هذا النوع من آفاق ب2 الغنية بالطين.

- رتب البناء: أي حجم مجمعات التربة وتوجد خمس رتب من بناء التربة هي: رتب دقيقة جداً، دقيقة، متوسطة، خشنة، خشنة جداً وكل هذة الرتب لها أحجام مختلفة تخلفة بنوع البناء والتي موضحة بالجدول التالي:

| الرتبة    | نوع البناء (وحدة القياس مم) | نوع البناء (وحدة القياس مم) | نوع البناء (وحدة القياس مم) | نوع البناء (وحدة القياس مم) | نوع البناء (وحدة القياس مم) | نوع البناء (وحدة القياس مم) | نوع البناء (وحدة القياس مم) |
| الرتبة    | صفائحي                      | منشوري                      | عمودي                       | كتلي ذو الزوايا             | كتلي غير محدد الزوايا       | محبب                        | مفتت                        |
| --------- | --------------------------- | --------------------------- | --------------------------- | --------------------------- | --------------------------- | --------------------------- | --------------------------- |
| دقيقة جداً | أصغر من 1                   | أصغر من 10                  | أصغر من 10                  | أصغر من 5                   | أصغر من 5                   | أصغر من 1                   | أصغر من 1                   |
| دقيقة     | 1-2                         | 10-20                       | 10-20                       | 5-10                        | 5-10                        | 1-2                         | 1-2                         |
| متوسطة    | 2-5                         | 20-50                       | 20-50                       | 10-20                       | 10-20                       | 2-5                         | 2-5                         |
| خشنة      | 5-10                        | 50-100                      | 50-100                      | 20-50                       | 20-50                       | 5-10                        | -                           |
| خشنة جداً  | أكبر من 10                  | أكبر من 100                 | أكبر من 100                 | أكبر من 50                  | أكبر من 50                  | أكبر من 10                  | -                           |

### المرونة
تعرف هذة الصفة بأنها درجة التصاق حبيبات أو مجمعات التربة مع بعضها، أي أنها درجة مقاومة التربة (أو مجمعاتها) للقوة التي تعمل على تفكيكها وتغيير شكلها الطبيعي، تختلف هذة الخاصية من أفق إلى آخر داخل قطاع التربة الواحد من جهة، وبين القطاعات المختلفة من جهة أخرى، ولهذة الخاصية علاقة كبيرة بحالة بناء التربة، وبالتالي بالعلاقات المائية للنبات والتربة.
وتختبر مرونة التربة حقلياً بضغط جزء من التربة في حالتها الطبيعية بين الأصابع، وتوصف عادة في الحالات الجافة، والرطبة، والمبتلة، الاصطلاحات المستعملة هي:
- في الحالة الجافة:

1. مفككة، أي عندما تكون التربة مفردة الحبيبات وبدون مجمعات.
2. طرية أو ناعمة، أي عندما تكون المجمعات سهلة الفرك إلى حبيبات مفردة بواسطة أصابع اليد.
3. صلبة، أي عندما تنكسر وتتفكك مجمعات التربة باليد بسهولة ويصعب فركها بأصابع اليد.
4. صلبة جداً، عندما يمكن تكسير مجمعات التربة باليد بصعوبة.
5. صلبة للغاية، غير محتملة الكسر باليد.

- في الحالة الرطبة:

1. مفككة، عندما تكون التربة ذات حبيبات منفردة.
2. قابلة للفرك، عندما يسهل فرك التربة تحت ضغط بسيط بين الأصابع.
3. متماسكة، عندما يصعب فرك التربة تحت ضغط متوسط بين الأصابع.
4. متماسكة جداً، إي أن التربة غير قابلة للفرك بين الأصابع وتحتاج إلى ضغط عال جداً.
5. متماسكة وغير محتملة الفرك باليد.

- في الحالة المبتلة:

1. غير لصقة وغير لينة، أي أن التربة في حالية غير لينة ولا تلتصق بالأصابع.
2. لصقة ولينة بصورة بسيطة، أي في حالة الترب التي تلين قليلاً ولكنها لا تلتصق باليد كثيراً.
3. لصقة ولينة، أي في حالة الترب التي تلين وتلتصق باليد بدرجة متوسطة.
4. لصقة جداً ولينة جداً، أي في حالة التربة التي تلين كثيراً وتلتصق باليد كثيراً.

### درجة تركيز الهيدروجين
يسمي أحياناً درجة حموضة التربة، أو حالة محيط التربة، أو pH التربة، وهي إما أن تكون حامضية أو قاعدية أو متعادلة، ويظهر التأثير القاعدي في التربة بكمية تراكم أملاح الكالسيوم والمغنيسيوم والصوديوم، حيث تسود آيونات الهيدروكسيد (-OH) على أيونات الهيدروجين (+H) في محلول التربة، وتكون التربة متعادلة عندما تتساوي آيونات الهيدروكسيد والهيدروجين، وتستعمل عدة طرق في للدلالة عليها منها استعمال الكواشف أو ورقة الليتموس، أو استعمال مقياس الأس الهيدروجيني.
وتتصف الأراضي الجافة والصحرواية بأنها قاعدية، بينما تسود الحالة الحامضية في أراضي المناطق الرطبة (الباردة)؛ إذ يلعب المطر وزيادة الماء بالتربة دوراً كبيراً في عمليات غسيل أملاح الكالسيوم والمغنيسيوم من الطبقات السطحية للتربة
| بيان درجات الحموضة في التربة | بيان درجات الحموضة في التربة |
| رقم ال pH                    | حالة التربة                  |
| ---------------------------- | ---------------------------- |
| 10-11                        | شديدة القلوية جداً            |
| 9-10                         | شديدة القلوية                |
| 8-9                          | قلوية                        |
| 7-8                          | ضئيلة قلوية (خفيفة)          |
| 7                            | متعادلة                      |
| 6-7                          | ضئيلة الحموضة (خفيفة)        |
| 5-6                          | حامضية                       |
| 4-5                          | شديدة الحموضة                |
| 3-4                          | شديدة الحموضة جداً            |

## طبقات التربة
تعتمد تسمية نطاقات أو طبقات التربة على نوع المواد التي تتكون منها والتي تعكس الفترة الزمنية التي استغرقتها عمليات تكوُّن التربة في مراحلها المختلفة. ويتم تحديد هذه النطاقات باستخدام مجموعة صغيرة من الحروف والأرقام،  كما يتم وصفها وتصنيفها بناءً على لونها وحجم حبيباتها وجزيئاتها ودرجة تماسكها ونسيجها وقوامها وبنيتها ومدى امتداد جذور النباتات بها ودرجة الحموضة بها ومحتواها من الفجوات والمسام والخصائص المميزة لها عن غيرها وتحديد ما إذا كانت تحتوي على عقد أو درنات في مواد رسوبية صخرية أم لا. ولا تحتوي أية تربة على كل النطاقات التي سيلي توضيحها فيما يلي؛ لأن أنواع التربة قد تحتوي فقط على بعض هذه النطاقات أو معظمها.
إن تعرض المادة الأم، التي تكونت منها التربة، إلى ظروف ملائمة يؤدي إلى تكوُّن أنواع التربة الأولية الخصبة الصالحة لنمو النباتات بها؛ الأمر الذي يؤدي إلى تراكم مخلفات ومواد عضوية في التربة وتكوين طبقة عضوية تُسمى بالنطاق (O). ثم بعد ذلك تتجمع الكائنات الحية الدقيقة وتقوم بتحليل المواد العضوية، الأمر الذي ينتج عنه وجود عناصر غذائية مفيدة يمكن أن يتغذى عليها النباتات والحيوانات الأخرى. وبعد مرور فترة زمنية كافية، تتكون طبقة سطحية من المركبات والمواد العضوية داكنة اللون الناشئة من تحلل النباتات والتي تسمى بالنطاق (A).

## تصنيفات التربة
يمكن تقسيم التربة حسب طبيعة تكوينها إلى عدة أنواع لفهم العلاقات التي تربط بين أنواع التربة المختلفة ولتحديد كيفية استخدام كل نوع منها لتحقيق أفضل استفادة ممكنة. ويرجع الفضل للعالم الروسي «دوكتشوف» (Dokuchaev) في وضع أول نظام لتصنيف التربة عام 1880. وقد قام بتطوير هذا النظام عدة مرات العديد من الباحثين الأمريكيين والأوروبيين حتى تم تعديله إلى نظام شاع استخدامه حتى الستينيات من القرن العشرين. لقد اعتمد هذا النظام على مبدأ مفاده أن أنواع التربة تتمتع ببنية معينة وتركيب خاص يختلف بناءً على المواد والعوامل التي تشترك في تكوين هذه التربة. وفي الستينيات من القرن العشرين، ظهر نظام تصنيف مختلف يركز على تركيب التربة وبنيتها بدلاً من المادة الأم التي تكونت منها والعوامل المؤثرة في تكوينها. ومنذ ذلك الحين، شهد هذا النظام العديد من التعديلات التي طرأت عليه.

### تصنيف أنواع التربة
يعد ترتيب فئات التربة هو أحدث تصنيف تم التوصل إليه في الآونة الأخيرة. وتمت تسميتها بحيث تنتهي جميعها بـمقطع «سول». في نظام التصنيف الأمريكي، هناك 10 فئات للتربة سيرد ذكرها فيما يلي:
- تربة الإنتيسول: التي تكونت حديثًا وتفتقر إلى نطاقات التربة الخصبة جيدة التطور. وتوجد عادة في الرواسب المفتتة التي تتسم بضعف درجة تماسكها مثل التربة الرملية، وبعضها يتسم بالنطاق (A) الذي يغطي مباشرة الصخور الأولية.
- تربة الفيرتيسول: هي التربة المقلوبة. تنتفخ هذه التربة ويمتد حجمها عندما ترتفع بها نسبة الرطوبة وتشبعها بالماء وتنكمش ويقل حجمها في فترات الجفاف، وغالبًا ما يغطي سطحها شقوق عميقة تقع فيها بعض أجزاء الطبقات السطحية.
- تربة الإنسيبتيسول: تتميز بأنها أحدث أنواع التربة تكوُّنًا. تتميز هذه التربة بتكوين طبقاتها القريبة من سطح الأرض، إلا أنها تفتقر إلى عملية غسل التربة من الأملاح والقدرة على استقبال المواد المتسربة إليها.
- تربة الأرديسول: هي تربة الأراضي الجافة التي تكونت بفعل العوامل المناخية في المناطق الصحراوية الجافة. تمثل هذه التربة حوالي 20 في المائة من إجمالي مساحة التربة على سطح الأرض. يستغرق تكوُّن هذه التربة فترات زمنية طويلة ومن الصعب أن تتراكم أو تتوفر فيها مواد عضوية مفيدة لنمو النباتات. كما تختص بوجود طبقاتها القريبة من سطح التربة (أو ما تُعرف بالطبقات الكلسية أو الجيرية) حيث تحتوي على كربونات الكالسيوم التي تراكمت بفعل حركة تسرب المياه الجوفية داخل التربة. وتحتوي معظم أنواع هذه التربة على نطاقات Bt جيدة التكوين والتطور التي تقوم بدورها باستقبال المواد المتسربة إليها والتي تشير إلى حركة الطين منذ زمن بعيد عندما كانت ترتفع نسبة الرطوبة في التربة.
- تربة الموليسول: هي تربة الأراضي الرخوة.
- تربة السبودسول: وهي التربة الحمضية التي تكونت من خلال عملية التخلص من المركبات القاعدية حتى أصبحت حمضية. وتنحصر هذه التربة في الغابات الصنوبرية والغابات النفضية التي توجد في المناطق الباردة.
- تربة الألفيسول: هي التربة الغنية بعنصري الألومنيوم والحديد. كما أنها تحتوي على طبقات من الطين المتراكم. وتتكون هذه التربة في المناطق متوسطة الرطوبة والمناطق التي يسودها مناخ دافئ لمدة ثلاثة أشهر على الأقل بما يلائم نمو النباتات بها.
- تربة الألتيسول: وهي التربة التي تتعرض كثيرًا لعمليات الغسل للتخلص من الأملاح.
- تربة الأوكسيسول: هي التربة التي تحتوي على كميات كبيرة من أكاسيد المعادن.
- تربة الهيستوسول: هي التربة التي تتكون من المواد العضوية بشكل أساسي (ويُطلق عليها التربة العضوية).

نورد فيما يلي بعض التصنيفات الفرعية الأخرى للتربة:
- أنواع تربة الأنديسول: وهي تربة الأراضي الخصبة الناتجة عن تفتت الصخور البركانية وتعد من أفضل أنواع التربة وأجودها، كما أنها تتميز بمحتواها الزجاجي.
- أنواع تربة الجليسول: هي تربة الأراضي التي تتواجد في المناطق القطبية شديدة البرودة.

تصنيــف آخر للتربـة من حيـث شكلهـا:
- التربة البنية: يظهر هذا النوع من التربة تغير تدريجي في اللون أو في أفق واضحة مع دليل في نمو جذر غير محدد الطول ونشاط لدودة الأرض لأعماق بعيدة ،

وتعدّ هذه التربة قادرة على إنتاج عشب جيد ولكن يجب فحص نظام الصرفة والحامضية .
- الصلصال : تظهر هذه التربة مقاومة لجذور النبات ولدودة الأرض من الدخول إلى التربة رمادية اللون والمثقفة بالماء .
- الرسوبية:تربة ذات تركيب رملي حامضي مصفى ، لا توجد المواد المغذية في طبقاتها العليا ، ولكن بإمكانها العمل على تراكم المواد المغذية في الطبقة القاسية الخشنة القابلة للاختراق من جذور النبات ، ليس بإمكان هذه التربة إنتاج محصول جيد من العشب .
- الجيرية: تشبه هذه التربة تلك التربة المغطاة بالطباشير ، ويكون هناك عادة طبقة عليا بنية اللون مع طباشير بيضاء نقية على السطح .
- التربة العضوية : تحتوي هذه التربة على نسبة عالية من المحتوى العضوي أو محتويات خثية وتكون عادة كثيرة الاحتفاظ بالرطوبة والخصوبة ، لكنها يمكن أن تكون حامضية خاصة إذا كان هناك صخر سفلي كما في أرض المستنقع ، كما يمكن أن يكون هناك مشكلة في نظام الصرفة .
- التربة الخثية الطحلبية (تربة المستنقعات) : من المعلوم أن هذه الأنواع من التربة حامضية جداً وتتمتع بصرفة جزئية ، ومن الممكن أن تكون أفضل تربة طينية طبيعية متوفرة ، فهي غنية بغذاء النبات وسهلة للعمل فيها مبكراً ، وبإمكانك أيضا أن تحول التربة المتوفرة إليك إلى تربة خصية وذلك بإضافة كميات كبيرة من المواد العضوية حيث أن معظم المزارعين يعملون ذلك .
- التربة الطباشيرية والتربة الكلسية: تحتوي هذه التربة على نسبة عالية من الطباشير والكلس ، والحقيقة أنها تطغى على تصنيف أحجم الجسميات الدقيقة العادية الموجودة في هذه التربة ، وهي غالباً ما تكون ضحلة جداً ، كما أنها وبخطورة تحدد نوع النبات الذي ينمو بنجاح فيها ، فان كانت تربتك من هذا النوع وكنت غير راضي عن نسبة النباتات التي يسمح لك بزراعتها فان أفضل طريقة هي أن تنتقل إلى منطقة أخرى ،

ولكن يجب عليك فحص التربة أولاً ، وإذا لم تستطع الانتقال فما عليك إلا أن تحصر نفسك في زراعة النباتات التي تنمو في التربة الطباشيرية .

## مكونات التربة الأساسية
للتربة خمسة مكونات أساسية وهي: الحبيبات المعدنية، والمادة العضوية، وماء التربة، وهواء التربة، والكائنات الحية فيها ويجب أن يكون واضحاً أن التقسيم الحجمي للتربة توجد دائماً متداخلة، أو في حالة التداخل والاختلاط الكامل، هذا وتختلف هذة النسب الحجمية حسب الظروف وأنواع الترب المختلفة؛ ففيترب المناطق الجافة الصحراوية نجد المادة العضوية والكائنات الحية تشغل حيزاً بسيطاً جداً من حجم المكونات قد لا يتعدي واحداً في المائة 

### الحبيبات المعدنية للتربة
يتحدد البناء الطبيعي للتربة - عند المشاهدة الحقلية - بدرجة كبيرة بصفات الحبيبات المعدنية للتربة والتي تتكون من مختلف الأحجام من الحصي والأحجار وأحجام معدن الطين الغروي الذي يكون متوسط قطر حبيبته الطينية الغروية أقل من واحد ميكرون، الجدول التالي يبين تقسيم أحجام الحبيبات المعدنية حسب النظام الأمريكي المتبع:
| اسم الحبيبات | القطر بالمليمتر |
| ------------ | --------------- |
| حجارة        | أكثر من 75      |
| حصى          | 2 - 75          |
| رمل خشن جداً  | 1 - 2           |
| رمل خشن      | 0.5 - 1         |
| رمل متوسط    | 0.25 - 0.5      |
| رمل ناعم     | 0.1 - 0.25      |
| رمل ناعم جداً | 0.05 - 0.1      |
| سلت          | 0.002 - 0.05    |
| طين          | أقل من 0.002    |

وعلى ضوء ذلك يتوقف تحديد قوام التربة على أساس النسبة المئوية لكل مجموعة من هذة المجموعات، وكذلك يتوقف على العوامل والخواص الطبيعية كالرشح، وتحرك الماء الشعري فيها، وقوة حفظها للماء، أي قدرتها على إستيعاب الماء، وسرعة التهوية، وقوة تماسكها وغيرها من الخواص الأخرى
من المعلوم أن الحبيبات الصغيرة حجماً قد تتجمع في حبيبات مركبة ذات تركيب هندسي معين ينتج عنه بناء التربة الذي يحتوي على مسام أو فراغات بين الحبيبات ذات الأحجام المختلفة، هذا وتتوقف قدرة التربة في تكوين بنائها على مقدار الغرويات اللاحمة بها عضوية كانت أم معدنية
إن الحبيبات التربة المعدنية غير منتظمة الشكل عادة وتميل في مجموعها إلى الشكل الكروي؛ أي بمعني آخر يفترض دائماً ومن الوجهة النظرية أنها كرات منتظمة، وتختلف تلك الحبيبات في اللون حسب تركيبها المعدني والكيماوي، وعموماً فإن الأحجام الكبيرة من الحبيبات كالحجارة والحصى تعدّ فتات للصخور متكونة غالباً من معادن أولية مجمعة، أما حبيبات الرمل فهي معادن أولية منفردة، وحبيبات السلت تتكون من معادن أولية وثانوية ناتجة أثناء تكوين التربة، والحبيبات التي يقل قطرها عن 0.002 مم فتحتوي غالباً على الطين السليكاتية، وأكاسيد الحديد وغيرها من المعادن الثانوية

### المادة العضوية
تتكون المادة العضوية في التربة من تحلل جذور وبقايا النباتات التي تسقط وتتواجد على سطح الأرض، وعندما تتحلل المادة العضوية بواسطة الكائنات الحية الدقيقة فإنها تصبح عموماً داكنة اللون حيث يطلق عليها باسم الدبال، ويلعب الدبال دوراً مهماًفي ربط وتماسك الحبيبات الناعمة للتربة بعضها البعض في صورة حبيبات مركبة مما يعطي للتربة بناءها المعروف.
إن محتوي المادة العضوية في التربة ضئيل جداً، وخاصة في المناطق الجافة وشبه جافة والصحراوية، إلا أن تأثيرها بالغ على خواص التربة ومراحل نمو النباتات و المحاصيل الزراعية، وبالأخص تأثيرها على الخواص المورفولوجية (الشكل الظاهري) المتربة من لون وبناء وعلى الخواص الطبيعية، إلى جانب هذا تعدّ المخزن الرئيسي لإمداد التربة بعنصري الكبريت و الفوسفور كم تعدّ الأساس والمصدر الوحيد لعنصر النيتروجين.

#### طبقة الدبال الخصبة
تشير طبقة الدبال إلى المادة العضوية التي تكونت بفعل تحلل النباتات والحيوانات في التربة لدرجة أنها وصلت نقطة الاستقرار، بحيث تكون غير قادرة على التحلل بعد ذلك. تعدّ أحماض الهيوميك (أو ما يُعرف بالأحماض الدبالية) وأحماض الفولفيك من المكونات المهمة لطبقة الدبال، وتتكون هذه الأحماض من بقايا النباتات المتحللة مثل الأوراق والسوق والجذور. وبعد موت هذه النباتات واندثارها في التربة، تبدأ عملية تحلل مواد وبقايا هذه النباتات الميتة مكونةً طبقة الذبال الخصبة. وتتضمن عملية تكوُّن هذه الطبقة حدوث عدة تغيرات سواء التي تحدث في التربة أو التي ستطرأ على بقايا النباتات المتحللة؛ حيث تختزل التربة المركبات القابلة للذوبان في الماء مما يؤدي إلى احتوائها على عدد من هذه المكونات بما فيها مواد السليلوز ونصف السليلوز. وعندما تترسب بقايا النباتات وتتحلل، تتراكم مواد الهيومين والليجنين ومركباته في التربة؛ ثم بعد ذلك يأتي دور الكائنات الدقيقة التي طالما تعيش في التربة وتتغذى على بقايا النباتات المتحللة، فإنها تزيد من نسبة البروتينات والمواد المغذية في التربة.
تقاوم مادة الليجنين عملية التحلل؛ لهذا فهي تتراكم وتترسب في التربة، كما أنها تتفاعل أيضًا كيميائيًا مع الأحماض الأمينية التي تزيد من قدرتها على مقاومة عمليات التحلل من أي نوع، ومن بينها التحلل الإنزيمي الذي يتم بواسطة الميكروبات. ومن خصائص المواد الدهنية النباتية والشمع النباتي أنها غير قابلة إلى حد ما للتحلل علاوة على أنها تستقر في التربة وتبقى لفترات زمنية طويلة إذا لم تتغير الظروف حولها. أما بالنسبة للبروتينات، فإنها تتحلل بسهولة وبشكل طبيعي وتكون على استعداد لامتصاص جذور النباتات لها، ولكن عندما تتحد مع جزيئات الطين فإنها تصبح أكثر مقاومة للتحلل. ومن ناحية أخرى، تمتص جزيئات الطين الإنزيمات التي تعمل على تحلل البروتينات مما يجعل محتوى أنواع التربة الطينية من المواد العضوية يبقى لفترات طويلة أكثر من غيرها من أنواع التربة الأخرى التي تفتقر إلى الطين. وتعمل إضافة مواد عضوية إلى التربة الطينية وترسبها بها على توفير مواد عضوية وأي عناصر غذائية أخرى لم تكن متاحة من قبل للنباتات التي تنمو في هذه التربة أو الميكروبات التي تعيش فيها منذ سنوات عديدة، وذلك لاتحادها بقوة مع حبيبات الطين. ويؤدي ارتفاع نسبة حمض التنيك (بوليفينول) في التربة إلى فصل النيتروجين بواسطة البروتينات أو إلى فقدان النيتروجين قدرته على الانتقال في التربة، الأمر الذي ينتج عنه عدم إتاحة النيتروجين للنباتات في التربة.
يوصف تكوين الدبال بأنه عبارة عن العمليات التي تعتمد على نوع التربة الأساسي وكمية المواد والبقايا النباتية التي تتراكم كل عام؛ وكلاهما يتأثر بالمناخ ونوع الكائنات الدقيقة التي تعيش في التربة. وتختلف نسبة النيتروجين في هذا النوع من التربة ولكنها في العادة تتراوح من 3 إلى 6 في المائة. وتعد طبقة الدبال باعتبارها مخزن النيتروجين والفوسفور في التربة المكون الفعال والمؤثر في خصوبة التربة. كما تمتص هذه الطبقة الماء وتختزله بداخلها لتعمل بدورها على الحفاظ على درجة رطوبة التربة والتي يحتاج إليها النبات في نموه ، و قد ذكرت شبكة الأبحاث الزراعية أن استخدام حمض الهيوميك بمعدل 100جم\لتر يوفر 15% من الاحتياجات المائية لنبات الموز. وتعد هذه الطبقة قابلة للتمدد في حالة تعرضها للماء وقابلة للانكماش في حالة الجفاف مما يتيح وجود ثغرات ومسام بين جزيئاتها. كما أن طبقة الدبال أقل استقرارًا من طبقات التربة الأخرى لأنها تتأثر بالتحلل الميكروبي. وبمرور الوقت يقل تركيزها إذا لم تتم إضافة مادة عضوية جديدة إليها.

#### تأثير المناخ على المواد العضوية
إن إنتاج المواد العضوية وتراكمها وتحللها وتكوين طبقة الدبال يعتمد بشكل كبير على الظروف المناخية. كما تعد درجة حرارة التربة ونسبة الرطوبة بها من العوامل الرئيسية التي تساهم في تكوين المادة العضوية وتحللها، علاوة على أنهما يشتركان مع عامل طبيعة التضاريس في المساعدة في تكوين أنواع التربة العضوية. تتكون التربة التي تحتوي على نسبة عالية من المواد العضوية على الأرجح في مناخ رطب و/أو بارد؛ لأن درجة الحرارة المنخفضة أو الرطوبة العالية تثبط نشاط الكائنات المحللة حيث توجد كمية كافية من ترسب الماء لدعم النمو النباتي الكثيف.وبما أن رؤى قد أصبحت غنية جدا فإنها ستصبح مثل التربة

### هواء التربة
من أهم محتويات التربة هو الجزء الغازي منها والذي يطلق عليه باسم هواء التربة حيث يوجد في المسافات البينية في صورة حرة، وكذلك دائباً في الماء، ويعدّ الجزء الفعال بالتربة، إلا أنه غير ثابت التركيب والمكونات حتي في نوع التربة الواحدة، ويعدّ هواء التربة أساساً جزءاً من الهواء الجوي، إلا أنه يختلف عنه في عدة اعتبارات منها:
- احتواؤه على نسبة عالية من غاز ثنائي أكسيد الكربون
- تشبعه ببخار الماء ( ماعدا ترب المناطق الجافة )
- احتواؤه على مقادير قليلة من عنصري الأوكسجين والنيتروجين

### ماء التربة
ويسمي بمحلول التربة، وهو عبارة عن محاليل مائية للأملاح والغازات، ويتأثر تركيز وتركيب محلول التربة بعوامل كثيرة أهمها: التركيب المعدني للتربة، ودرجة عمليات الغسيل، ورطوبة التربة، وموعد الموسم الزراعي، والملاحظ زيادة تركيز محلول التربة في الأراضي الجافة، وشبه جافة، وفي فترات الجفاف، وفي فصل الصيف بينما يقل تركيزه نوعاً ما في فصل الشتاء، هذا ونجد في أوقات سقوط الأمطار أو عند ري التربة امتلاء المسافات البينية للتربة بالماء، ومن ثم تبدأ كميات الماء التي لا تستطيع حبيبات التربة الاحتفاظ به بها كأغلفة حولها - في حركة إلى أسفل التربة بتأثير الجاذبية الأرضية لتنظم إلى الماء الأرضي، وبعد مضي فترة زمنية قصيرة - يومين أو ثلاثة - تصل التربة إلى حالة الاتزان حيث تتساوي عندها قوة حفظ حبيبات التربة للماء بقوة الجاذبية الأرضية، وفي هذة الحالة يتوقف تحرك الماء للأسفل، وابتداء من هذة الفترة ولعدة أيام تالية تسود في التربة جميع الظروف الملائمة للنمو من رطوبة وهواء ونشاط الأحياء الدقيقة بالتربة.

### الكائنات الحية في التربة
تحتوي التربة على أنواع الكائنات الحية الدقيقة تقريباً كالبكتيريا والاكتينومايسيتز والطحالب والفطريات وجذور النباتات الراقية بالإضافة إلى الحشرات والديدان والحيوانات الأرضية الصغيرة، وتلعب الكائنات الحية في التربة دوراً أساسياً لا غنى عنه في العمليات والتغيرات الدائمة الحدوث في التربة، حيث أنه لا يمكن إغفالها أو تجاهلها من قبل العاملين بدراسات التربة في الحقل، ونتيجة للعوامل البينية التي تؤثر على نمو وتكاثر هذة الكائنات الحية تظهر الاختلافات في إعدادها وفعاليتها ونشاطها في التربة الواحدة أو بين تربة وأخرى.

## محاليل التربة
تحتوي أنواع التربة، في ظل الظروف المختلفة التي تتعرض لها، على العديد من المحاليل الغروية. وتتبادل هذه المحاليل العديد من الغازات والعناصر الكيميائية مع التربة. ومن الجدير بالذكر أن هذه المحاليل تحتوي على سكريات غير متحللة وأحماض الفولفيك وغيرها من الأحماض العضوية وبعض العناصر الغذائية التي تحتاجها النباتات بكميات صغيرة، مثل الزنك والحديد والنحاس وبعض المعادن الأخرى والأمونيوم وغيرها. ويتوفر في بعض أنواع التربة محاليل الصوديوم التي تلعب دورًا مهمًا في نمو النباتات، كما توجد نسبة عالية من الكالسيوم في أراضي الغابات. وتؤثر درجة حمضية التربة على نوع وعدد الأنيونات والكاتيونات التي تحتوي عليها محاليل التربة وتتبادلها مع غلاف التربة الجوي وكذلك الكائنات الحية الدقيقة التي تعيش فيها.

### التربة وعلوم الطبيعة

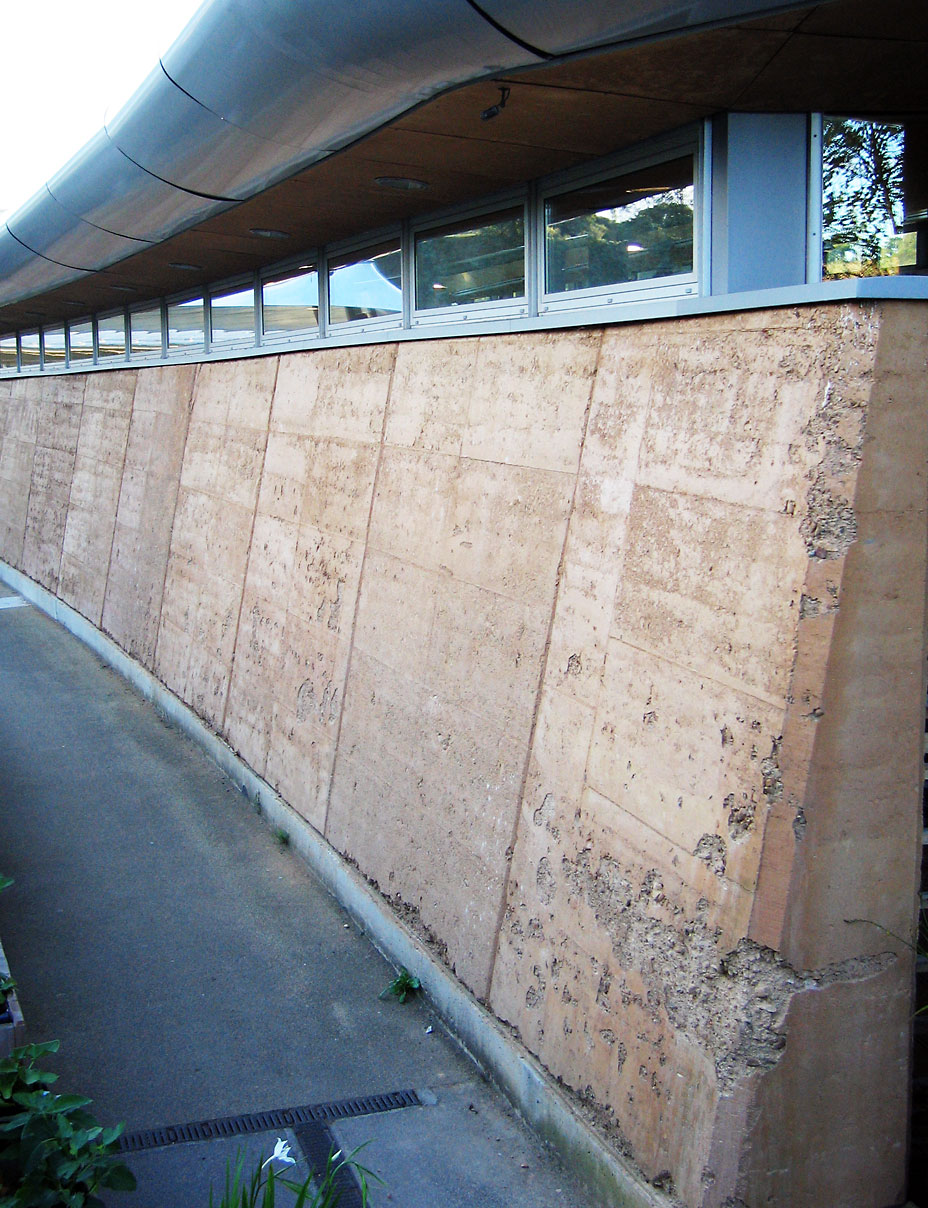
بسبب الكتلة الحرارية التي تتعرض لها حوائط المنشآت السكنية في المناطق التي تتسم بالاختلاف الشديد في مناخها ودرجة حرارتها ليلاً ونهارًا، فإنه تم تثبيت الحوائط السميكة التي تحتوي على مواد بناء ذات كثافة عالية حتى تتمكن من امتصاص الحرارة والتغلب على العوامل البيئية المختلفة.

الجغرافيا الحيوية هو علم دراسة العوامل المؤثرة على توزيع الكائنات الحية بهدف الكشف عن الأماكن التي تعيش بها ومعرفة سبب ذلك. وتعد التربة بأنواعها أحد العوامل التي تحدد ماهية النباتات والبيئات التي يمكن أن تنمو فيها. ويقوم علماء التربة بعمل مسح شامل لدراسة أنواع التربة أملاً في إدراك العوامل الأساسية التي تحدد نوعية النباتات التي يمكن أن توجد وتنمو في تربة معينة.
بالإضافة إلى ذلك، يوجه علماء الجيولوجيا اهتمامًا خاصًا بدراسة أنواع التربة وأنماطها الموجودة على سطح الأرض. ويعكس نسيج التربة ولونها وتركيبها الكيميائي في الغالب طبيعة المادة الأولية الجيولوجية التي تكونت منها، وغالبًا ما تتغير أنواع التربة وفقًا لحدود الوحدات الجيولوجية. وتوضح الطبقات المندثرة في العصور القديمة للتربة والتي تسمى بـ paleosols أشكال سطح الأرض من قبل، كما أنها تسجل تاريخ علم المناخ القديم وهو يهتم بدراسة التغيرات المناخية القديمة التي حدثت في تاريخ سطح الأرض.|الظروف المناخية التي تعرضت لها في العصور السابقة. ويستفيد علماء الجيولوجيا من دراسة بقايا النباتات والكائنات المندثرة منذ العصور القديمة وتوزيع حفرياتها في الصخور زمنيًا وجغرافيًا لتقدير أعمار الصخور وربط بعضها ببعض وكذلك في فهم العلاقات التي كانت تربط بين الأنظمة البيئية السالفة وذلك خلال الحقب التاريخية الجيولوجية التي تعاقبت فوق الأرض. وطبقًا لنظرية biorhexistasy التي تصف العوامل المؤثرة في تشكيل التربة وتطورها، فإن الظروف المناخية التي دامت لفترات طويلة من الزمن وأدت إلى تكوين أنواع من التربة العميقة التي تعرضت لعوامل التعرية قد نتج عنها ارتفاع درجة ملوحة المحيطات وتكوين الأحجار الجيرية.
علاوة على ذلك، يستعين علماء الجيولوجيا بخصائص قطاع التربة لتحديد فترة استقرار سطح التربة من حيث استقرار المنحدرات والتصدعات الجيولوجية عبر العصور المختلفة. وتشير أية طبقة تربة تحت سطحية إلى حدوث تصدع أثناء تكون التربة، كما يعتمد ذلك على مدى تكوين طبقة التربة تحت السطحية التي تليها لتحديد الفترة الزمنية التي مرت منذ حدوث التصدع. 

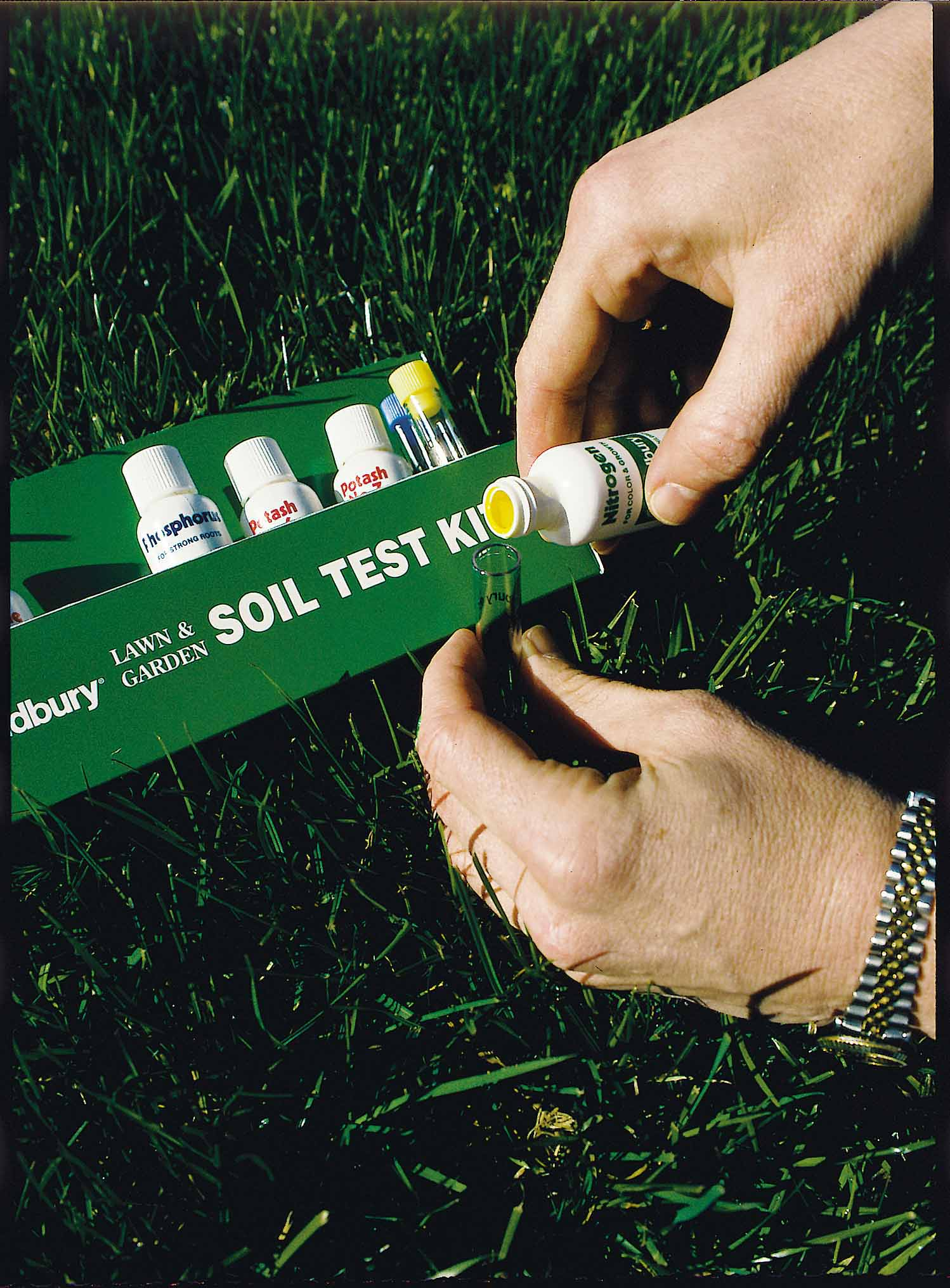
صاحب منزل يختبر تربة حديقة منزله لمعرفة العناصر الغذائية التي تفتقدها التربة.

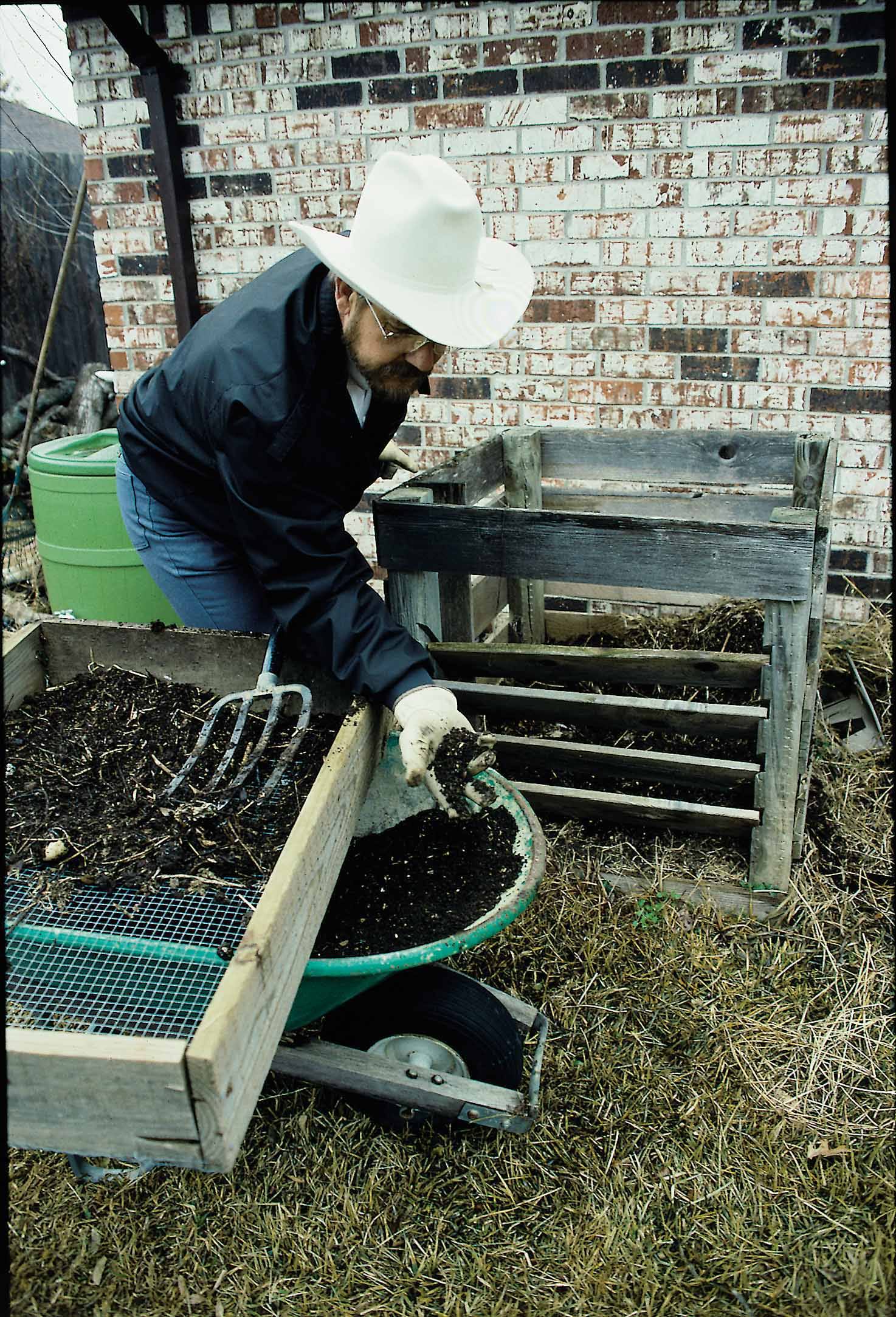
صاحب منزل يقوم بنخل التربة التي تكونت من المواد المتحللة في صندوق السماد العضوي الذي كان يحتفظ به خلف المنزل. ويعد هذا النوع من التسميد طريقة جيدة لإعادة استخدام وتدوير نفايات المنزل والحديقة.

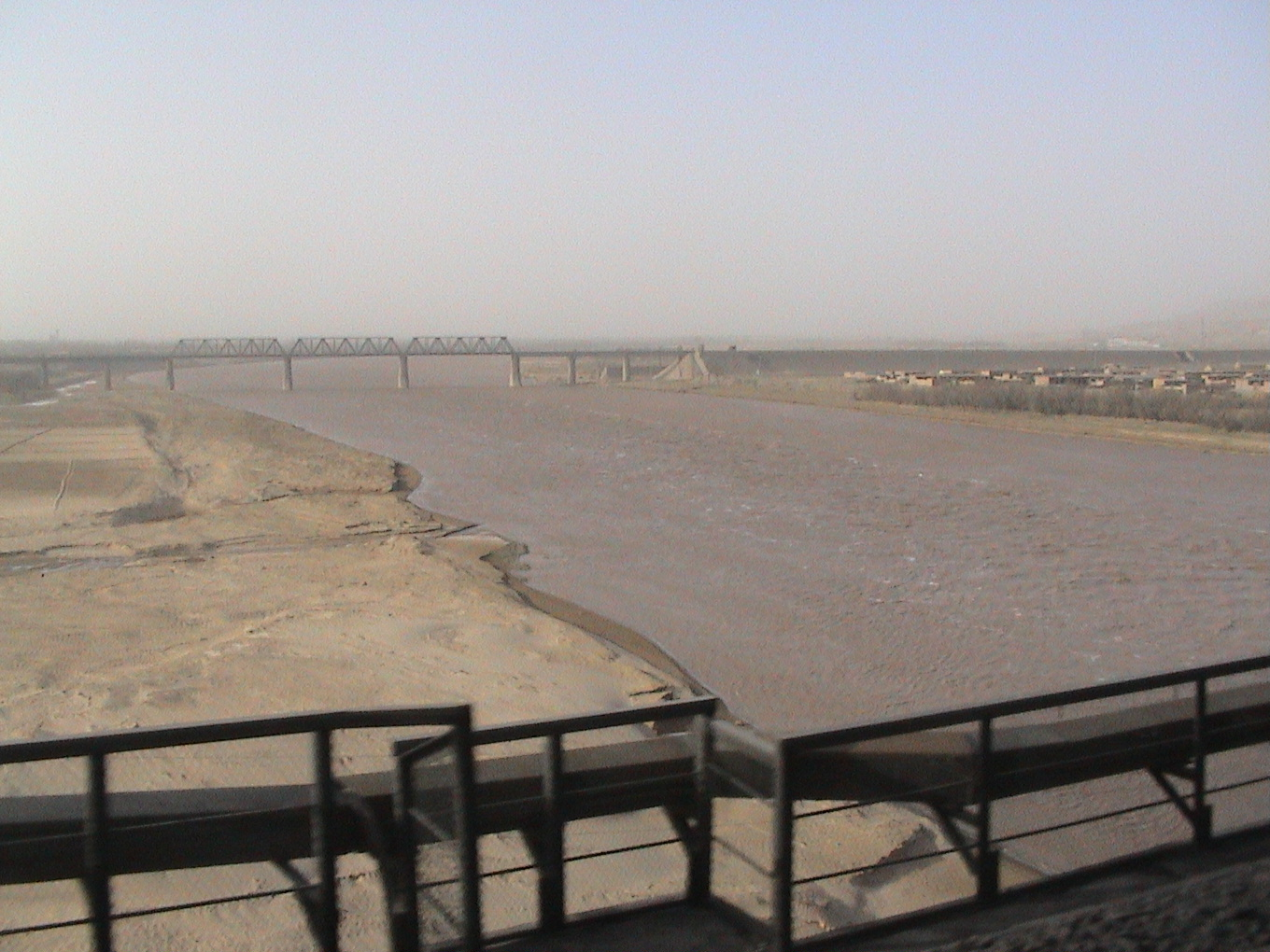
الرواسب التي يحملها النهر الأصفر

استعانت مجموعة من المهندسين بتربة تم فحصها من خلال استخدام المنهج المعياري للمرحلة الأولى من الدراسة الأثرية لإحدى العينات التي أخذت بجرافة أرض من حفرة وذلك بهدف تقدير أعمار طبقات الأرض حسب التأريخ النسبي (مقارنة بالتأريخ المطلق لها). وتعد الاستفادة من معرفة خصائص قطاع التربة وطبقاتها لتحديد أقصى عمق مقبول لأية حفرة أمرًا مألوفًا بشكل أكبر من الحاجة لفحص الأدلة الأثرية بهدف إدارة الموارد الثقافية ومعرفة أهميتها وقيمتها.
وتعد أنواع التربة التي يتدخل الإنسان في تكوينها أو يتسبب في إحداث تغيير بها محط اهتمام عدد كبير من علماء الآثار، ومن أمثلتها أراضي تربة تيرا بريتا وهي من أخصب أنواع التربة وأجودها على مستوى العالم.

## أوجه استخدامات التربة
تستخدم التربة في الزراعة حيث تعدّ المصدر الأساسي للعناصر الغذائية اللازمة لنمو النباتات. وتتنوع التربة التي تستخدم في الزراعة (على سبيل المثال لا الحصر، من بين الخصائص الأخرى، نسبة الرطوبة التي من المفترض أن تحتوي عليها التربة) تبعًا لتنوع النباتات التي يمكن زراعتها فيها.
بالإضافة إلى ذلك، تُمثل المادة الأولية التي تكونت منها التربة عاملاً مهمًا في صناعات التعدين ومجالات البناء.
ذلك، حيث أنها تعد أساسًا لمعظم مشروعات البناء. ويمكن استغلال مساحات هائلة من الأراضي في صناعة التعدين وبناء الطرق وإقامة السدود. وتعد الأكواخ المغطاة بطبقات من التربة أحد الأساليب الهندسية الذي تستخدم فيه التربة كدرع واقي لحماية حوائط المباني من الكتلة الحرارية من الخارج والحفاظ على ثبات درجة حرارة الهواء من الداخل.
تعد موارد التربة مهمة وأساسية بالنسبة للبيئة وكذلك لإنتاج الأطعمة ومواد الألياف. وتمد التربة النباتات بالمعادن والماء؛ حيث أنها تمتص مياه الأمطار وتختزلها ثم تتخلص منها عن طريق امتصاص النباتات لها وبذلك تمنع تشبع التربة بالماء وتعرضها للجفاف في الوقت نفسه. كما تعمل التربة على تنقية الماء عندما يتسرب إليها من خلال عملية الترشيح. وعلاوةً على ذلك، تعد التربة هي موطن كثير من الكائنات الحية التي تعيش بها؛
من ناحية أخرى، تعد التربة في أغلب الأحيان أحد العوامل المساعدة في عملية إدارة النفايات والمخلفات. فعلى سبيل المثال، تعالج محطات الصرف الصحي مياه خزانات الصرف باستخدام العمليات الهوائية التي تقوم بها التربة.
كذلك تُستخدم التربة في تغطية النفايات والتخلص منها يوميًا في أماكنها.
وتعدّ التربة العضوية، وخاصة التربة التي تكونت من تراكم بقايا وأنسجة النباتات نصف المتفحمة وغير تامة التحلل، موردًا مهمًا لاستخراج الوقود.
يستهلك أحيانًا كل من الإنسان والحيوان التربة في العديد من الثقافات المختلفة.
تقوم التربة بتنقية وترشيح الماء كما أنها تؤثر على تكوينه الكيميائي؛ حيث تمر مياه الأمطار ومياه البحيرات والمسطحات المائية الصغيرة والأنهار بعمليات ترشيح خلال طبقات التربة المختلفة والطبقات الصخرية العلوية، وبذلك تصبح مياهًا جوفية. كما تقوم التربة والكائنات الحية التي تعيش فيها بتنقية الماء من الملوثات مثل الفيروسات والزيوت والمعادن والكميات الزائدة من العناصر الغذائية والرواسب المختلفة.

## تآكل التربة اليابسة
يحدث تآكل الأراضي اليابسة إما بفعل الإنسان أو بشكل طبيعي، الأمر الذي يقلل من كفاءة تربة هذه الأراضي ويفقدها القدرة على القيام بوظيفتها. وتعدّ أنواع التربة عاملاً مؤثرًا في تآكل التربة اليابسة عندما تزيد نسبة الحموضة بها أو تتعرض لعوامل التلوث أو التصحر أو التعرية أو التملح.
على الرغم من أن زيادة نسبة الحموضة في التربة القلوية يعد مفيدًا، فإنها تعمل على تآكلها عندما تنخفض هذه النسبة مرة أخرى وتؤدي إلى انخفاض إنتاجية التربة من المحاصيل وزيادة تعرض التربة للتلوث وعوامل التعرية. غالبًا ما تكون معظم أنواع التربة أساسًا تربة حمضية، ويرجع السبب في ذلك إلى حمضية المادة الأم التي تكونت منها التربة وانخفاض نسبة الكاتيونات القاعدية التي كانت تحتوي عليها في البداية (مثل الكالسيوم والماغنسيوم والبوتاسيوم والصوديوم). وتزداد حموضة التربة عندما تفقد طبقات التربة هذه العناصر بسبب تعرض التربة لعدد من العوامل مثل هطول الأمطار بكميات عادية أو حصاد المحاصيل. ولكن تزداد نسبة حموضة التربة بشكل خطير بسبب استخدام الأسمدة النيتروجينية التي تحتوي على أحماض وأكسيدات والآثار الضارة الناجمة عن ترسب الأحماض في التربة.
أما بالنسبة لعامل التلوث الذي تتعرض له التربة، فيمكن للتربة أن تتعامل معه طالما كان بنسب منخفضة في إطار قدرتها على ذلك.
وتعتمد العديد من عمليات معالجة النفايات على مدى صلاحية طريقة المعالجة المستخدمة.
فالمزيد من عمليات المعالجة يمكن أن يدمر أنواع النباتات والكائنات الحية الموجودة في التربة كما أنه يحد من كفاءة هذه التربة. ويتم إهمال التربة وعدم الاستفادة منها عندما تدمرها عوامل التلوث الصناعي ومظاهر التطور الأخرى بدرجة لا يمكن استخدام التربة بعدها بشكل آمن ومثمر. وتستخدم مبادئ علوم متعددة، منها الجيولوجيا والفيزياء والكيمياء والأحياء، من أجل إعادة إصلاح التربة وإزالة الملوثات المتراكمة فيها وتخفيفها والتخلص منها واسترداد كفاءة التربة وقدرتها على الإنتاج. ومن بين الأساليب المستخدمة في إصلاح التربة غسل التربة بهدف تخليصها من الأملاح والترشيح وعملية حقن المياه الجوفية بالهواء لمعالجتها وإضافة بعض المواد الكيميائية لإصلاح التربة ومعالجة المشكلات البيئية من خلال استخدام النباتات والمعالجة البيولوجية لإعادة تأهيلها وكذلك العوامل الطبيعية لتخفيف الملوثات.
يعدّ التصحر أحد العوامل البيئية التي تؤدي إلى تآكل النظم البيئية في المناطق الجافة وشبه الجافة، ويرجع سبب ذلك في أغلب الأحيان إلى نشاط الإنسان. ومن المفاهيم الخاطئة الشائعة أن كثرة الجفاف تؤدي إلى التصحر. ولكن يسود الجفاف في الأراضي الجافة وشبه الجافة. وينتهي جفاف التربة بمجرد نزول الأمطار عليها شريطة أن تكون هذه التربة يتم استخدامها بشكل جيد. وتشمل أساليب إدارة التربة الحفاظ على مستويات ثابتة من العناصر الغذائية والمواد العضوية الموجودة بها، وتقليل عمليات حرثها وتهيئتها وزيادة غطائها النباتي. تساعد هذه الممارسات في السيطرة على تآكل التربة والحفاظ على نسبة إنتاجيتها عند ارتفاع نسبة الرطوبة فيها. ومع ذلك، يزيد سوء الاستخدام المستمر للتربة من فرص تعرضها للتآكل، كما يعمل ارتفاع عدد السكان وسير الحيوانات على الأراضي الحدية منخفضة الخصوبة على زيادة تصحر التربة.
يحدث تآكل التربة وانجرافها في حالة تعرضها لعوامل التعرية المتمثلة في حركة الرياح والماء والجليد وحركة جزيئات التربة وذلك بفعل تأثير الجاذبية الأرضية. وعلى الرغم من أن كل هذه العمليات متزامنة وتحدث في وقت واحد، فإن مفهوم التعرية يختلف عن مفهوم التجوية. وتتمثل أوجه الاختلاف بينهما في أن التعرية هي عملية طبيعية محضة ولكنها تزداد في بعض المناطق بسبب سوء استخدام الإنسان للتربة. ومن ممارسات سوء استخدام التربة إزالة الغابات وقطع الأشجار والإفراط في رعي الحيوانات الجائر والاستمرار في الزحف العمراني على الأراضي الزراعية. ومع ذلك، فإنه من الممكن أن تؤدي إدارة هذه الممارسات من خلال بعض الأساليب والسبل إلى الحد من تأثير عوامل التعرية، وتتضمن هذه الأساليب الحد من حدوث اضطراب في طبقات التربة أثناء أعمال البناء وتجنب البناء أثناء فترات تعرض التربة لعوامل التعرية والسيطرة إلى حد كبير على حركة الأمطار وبناء مدرجات مستوية مما يساعد على إبطاء حركة جريان الماء واستخدام أساليب تمنع تأثير عوامل التعرية، ومنها زيادة الغطاء النباتي للتربة، وزراعة أشجار أو أي أنواع أخرى من النباتات التي تعمل على زيادة تماسك التربة.
وفي الصين، فقد تفاقمت مشكلة كبيرة نتجت عن التعرية التي تسببها المياه، حيث أن الانهمار الشديد للماء قد أدى إلى إزالة الطبقة العليا للتربة في الأراضي اليابسة القريبة من النهر الأصفر وكذلك تلك الموجودة بالقرب من نهر اليانجتز. فمن النهر الأصفر، يتدفق ما يزيد عن 1.6 مليار طن من رواسبه باتجاه المحيط. وتتكون الرواسب في الأساس من نحر الماء (أو ما يُعرف بالحتّ الأخدودي) في منطقة هضبة اللوس ذات التربة الطفالية التي تكونت من الكثبان الرملية، وتقع هذه المنطقة في الشمال الغربي للصين.
تعد مواسير الصرف الصحي التي توجد في التربة أحد عوامل تعرية التربة التي تؤثر على الطبقات الموجودة تحت سطح التربة. ويؤثر ذلك بالسلب على قوة الجسور والسدود الصغيرة بالإضافة إلى أنه يؤدي إلى تكون حفر عميقة في التربة.
ومن العوامل التي تؤدي إلى تحريك جزيئات التربة اندفاع مياه الصرف بدءًا من منبع تسرب كميات صغيرة من هذه المياه خلال التربة، كما يعمل تآكل الطبقة تحت السطحية للتربة على تكوين منحدرات شديدة. ويصف مصطلح «فوران الرمال» عملية تفريغ مياه مواسير الصرف الصحي من طرف المواسير التي توجد في التربة.
ويُقصد بتملح التربة تراكم وتركز الأملاح الحرة بها لدرجة أنها تؤدي إلى تآكل التربة، كما أنها تؤثر سلبًا على نمو النباتات بها. وتشمل تبعات تملح التربة تعرض التربة لأضرار التآكل وقلة إمكانية زراعة نباتات أو نموها، وبالتالي تحدث التعرية الناتجة عن افتقار التربة إلى غطاء نباتي يقي بنيتها من عوامل التعرية، وكذلك مواجهة مشكلات تتعلق بمدى صلاحية الماء ويرجع ذلك إلى وجود الرواسب.
ومن الجدير بالذكر أن تملح التربة يعزى إلى مجموعة من العوامل الطبيعية وأخرى بشرية. وتعمل الأجواء الجافة على تراكم الأملاح وتركيزها في بعض المناطق. ويتضح ذلك كثيرًا عندما تكون المادة الأم التي تكونت منها التربة مالحة. ويعد ري الأراضي الجافة مشكلة في حد ذاته؛ لأن مياه الري عمومًا تحتوي على نسبة من الأملاح. ويعمل الري، خاصة عندما يكون من خلال تسريب القنوات المائية القريبة، في أغلب الأحيان على رفع منسوب المياه الجوفية في التربة. ويحدث التملح سريعًا عندما تحتوي المياه الجوفية على نسبة عالية من الأملاح التي تتسرب وترتفع إلى سطح التربة بواسطة الخاصية الشعرية أو الأنابيب الشعرية.
وتتضمن وسائل التحكم في ملوحة التربة العمل على تدفق مياه بكميات كبيرة بهدف غسل التربة من الأملاح وذلك مع وجود نظام فعال من شبكات الصرف المغطى.

## روابط خارجية
- Soil Science Society of America
- Percolation Test: ستتعرف في هذا الموقع على المعلومات التي تتعلق بالتربة وعملية تسرب المياه وحركة سريانها بعد نفاذها من سطح التربة، بالإضافة إلى الاطلاع على اختبارات «بيرك».
- USDA-NRCS Web Soil Survey: مخزون موارد التربة في جميع أنحاء الولايات المتحدة الأمريكية.
- بوابة التربة الأوروبية EUSOILS (ويكيبيديا)
- Wossac: قائمة بالتقارير والدراسات التي سُجلت على التربة. [ما هي؟]